# 浦和中郵便局
浦和中郵便局（うらわなかゆうびんきょく）は、埼玉県さいたま市浦和区にある郵便局。民営化前の分類では無集配普通郵便局であった。

## 概要
住所：〒330-0063 埼玉県さいたま市浦和区高砂2-7-2

### 併設施設
- ゆうちょ銀行浦和店（さいたま支店浦和出張所）：取扱店番号035040

## 沿革
- 1978年（昭和53年）3月27日 - 浦和郵便局（現・さいたま中央郵便局）の移転に伴い、その旧局舎を利用して設置[1]。
- 2006年（平成8年）7月1日 - 外国通貨の両替および旅行小切手の売買に関する業務取扱を開始。
- 2007年（平成19年）10月1日 - 民営化に伴い、併設されたゆうちょ銀行浦和店に貯金関係業務を移管。
- 2012年（平成24年）10月1日 - 日本郵便株式会社発足。

## 取扱内容

### 浦和中郵便局
- 郵便、印紙、ゆうパック、内容証明
- 生命保険、バイク自賠責保険 - 平日18時まで営業。
- 地方公共団体事務（さいたま市戸籍の謄抄本など公的証明書の交付）

### ゆうちょ銀行浦和店
- 貯金、貸付、為替、振替、振込、国際送金、外貨両替、国債、投資信託、変額年金保険 - 平日18時まで営業。
- ATM

## 周辺
- 伊勢丹浦和店
- うらわ美術館
- 埼玉会館
- 埼玉県庁

## アクセス
- JR浦和駅（西口）から徒歩約5分
- 国際興業バス、東武バス 浦和駅西口停留所下車
- 首都高大宮線 浦和北出入口から南東へ、浦和南出入口から北東へそれぞれ約4km
- 東京外環自動車道 外環浦和ICから北西へ約3.5km
- 駐車場あり：1台 - 平日のみ利用可となっている。